# Hans Ziller
Hans Ziller, född 18 maj 1958 i Ingolstadt, är en tysk gitarrist och låtskrivare i hårdrocksbandet Bonfire och även i föregångaren Cacumen.

## Historia
Hans Ziller startade 1972 bandet Cacumen tillsammans med sin bror Karl Ziller och några andra vänner. Efter att ha släppt två skivor och en EP som Cacumen bytte bandet 1985 namn till Bonfire och året efter släpptes den första skivan, Don't Touch the Light. Under inspelningen av bandets tredje album, Point Blank, 1989 lämnade Ziller bandet efter inre stridigheter. Tillsammans med bandets frontman och sångare Claus Lessmann spelade Ziller 1993 in maxisingeln "Glaub Dran" under namnet Lessmann/Ziller med låttexter på tyska. Till Bonfire's nästkommande skiva 1996, Feels Like Comin' Home, var åter Ziller medlem och tillsammans med Lessmann skrev han samtliga låtar utom en på skivan. Den skivan gavs även ut med låtarna på tyska under namnet Freudenfeuer.